# Плашки
Плашки је насељено мјесто и сједиште општине у сјеверној Лици, у Карловачкој жупанији, Република Хрватска.

## Географија
Плашки је географски смјештен у Огулинско-плашчанској низији. Удаљен је око 27 километара јужно од Огулина. Кроз Плашки пролази Личка пруга и ријекe Дретуља и Врњика.

## Историја
Име Плашки први пут се у сачуваним документима спомиње средином 1163. године у документима Сплитске надбискупије.
Срби су се масовније настанили на подручје Плашког организовано у три наврата, година 1609, 1639. и 1666, док су Личку Јесеницу настанили 1690. године. Године 1613. решавало се питање изградње новог насеља, градића Плашког. Власти су у том опустелом простору концентрисали избегле из Турске, бројне Србе. Марта 1615. године Србима је дато од стране аустријских власти (да не би отишли у Турску) да се населе у месту Плашком и тамошњем старом дворцу.
Срби су историји и културном животу Плашког дали неизбрисив белег, нарочито након оснивања Горњокарловачке епархије. Епископ Данило Љуботина је 1721. године у Плашком уредио владичанску резиденцију (двор), коју су потом дограђивали његови наследници. Уместо дотадашњег манастира Гомирје, Плашки беше ново седиште епархије, па се стога епархија називала и Плашчанском епархијом. Ту су 1827. године службовали свештеници: поп Петар Вукелић парох и поп Јосиф Вукелић капелан.
Епископ горњокарловачки Павле Ненадовић у договору са епископом костајничким Алексијем Андрејевићем 1746. године оснивају Централно училиште за те две епархије, касније у народу познато као Плашка богословија. Пре тога је у Плашком основана 1744. Православна црквена школа, а касније се оснива и Конзисторија и епархијски архив.
Лукијан Мушицки је у јесен 1824. године у Плашком основао Централну српску школу у епархији. Настава је трајала само три године (до 1827), а у њу су за почетак уписана по два најбоља ученика, из немачких граничарских школа. Архимандрит Мушицки је о свом трошку издржавао шест недеља, око 40 ђака. Када је 1828. године Мушицки рукоположен за епископа преместио је уз допуштење аустријског цара, 1829. године, прво епископску столицу а потом и Богословију, из Плашког у Карловац. Буде Будисављевић је обновио српску цркву у Плашком.
За време владике Данила Јакшића, подигнут је плашћански саборни храм, посвећен Ваведењу Пресвете Богородице. Православно парохијско звање је основано и црквене матрикуле се воде од 1776. године. Српски православни храм, некадашња епископална црква у Плашком оправљен је опсежно 1880. године, за време проте плашчанског поп Николе Косановића. На њој су била три звона, од којих је најстарије а најмање, тешко само 80 килограма, имало натпис на латинском језику из 1671. године. Темпло цркве је осликао 1907. године сликар Иван Тишоф. У припрату се 1903. године налазило пет "гробне шкриње" (букових саркофага) са моштима епископа, од којих су позната само тројица: Данило Јакшић (умро 1771), Генадије Димовић (1796) и Мојсије Миоковић (1823). Парохија је била прве платежне класе, са парохијским домом, у њој је 1319 српских домова са 7386 парохијана православних Срба. Почетком 20. века прота Плашки био је поп Стеван Косановић, рођен у месту 1866. године, где је последњих седам година.
У Плашком је 1902. године председник Црквене општине био Радош Крагуљац, а црквени тутори Гецо Кокотовић учитељ и школски управитељ, и ковач Стеван Декмановић. У Плашћанској православној парохији је 1902. године било 7063 православне душе. Општински председник (кнез) је иста особа Крагуљац, општински бележник Миле Љубибратић а општински лекар др Мане Трбојевић.
Српска народна школа је четвороразредна, са четири учитеља. У њој је 1902/1903. школске године било око 300 ђака. Управитељ школе је учитељ Гавро Кокотовић, а са њим раде Јово Петричић, Милета Скенџић (појац црквени) и Анка Воркапић.
Године 1905. у Плашком раде пошта и брзојав.
Пре рата 1991—1995. године радила је у Плашком фабрика сулфатне целулозе Симо Димић. Била је то једина фабрика крајфтјајнер папира у Југославији. Деловало је и угашено кино Хум.
До територијалне реорганизације у Хрватској налазио се у саставу бивше велике општине Огулин. Плашки се од распада Југославије до августа 1995. године налазио у Републици Српској Крајини. Током агресије на РСК августа 1995. године, хрватска војска заузела је град протеравајући већинско српско становништво у граду и околини.

### Други свјетски рат
Од самог оснивања фашистичке НДХ, априла 1941. године, антифашистички отпор усташком режиму био је јак на подручју Плашког. На подручју места деловали су партизански зборови названи по местима Вера, Кунић и Хум, док су ћелије Комунистичке партије биле Плашки, Лапат и Кунић. Историјски важан догађај за Плашки десио се 12 — 15. октобра 1943, када је у Дому културе, некада Дому ЗАВНОХ-а, одржано Друго заседање Земаљског антифашистичког већа народног ослобођења Хрватске.
Из Плашког, срез Огулин, похватано је 200 Срба и отерано у концентрационе логоре.
Интересантан је случај пљачкања владичанског двора у Плашком. Једног дана усташе у Плашком ушле су у владичански двор, отишле у владичански кабинет, владику удаљили и цео кабинет испразнили, натоварили на камионе све опљачкане ствари и отерали у Огулин. “Владичански двор је опљачкан невероватном брзином, за 1 сат епископски двор био је потпуно испражњен“. Тих дана ћерка апотекара Оскара Бичевића удавала се за синовца усташког министра др Гавра Сушића. Младенцима се примио за кума велики жупан Јурица Марковић. И по народном обичају кум је спремио младенцима богат поклон-дар и изложио га у излогу једне огулинске радње. Тај дар се састојао од „сребрног посуђа, кристала и једаћег прибора“, и још неких других драгоцених предмета. Све то је опљачкано – покрадено „власништво епископије горњо-карловачке“.
Дана 1. јануара 1944. године од дотадашњих партизанских јединица формирана је Плашчанска бригада Осме кордунашке дивизије, која је допринела ослобођењу места.

## Култура и духовни живот
Парохија Плашки припада Архијерејском намјесништву плашчанском у саставу Епархије Горњокарловачке.
Парохију сачињавају: Плашки, Зебић, Лапат, Плашчанска Глава, Вера, Суваја, Јања Гора, Ластово Брдо, Лисац, Старо Село, Стрикино брдо, Тук, Језеро, Вупча, Плашчамска Драга, Латин, Лички Кунић и Војновац.
У Плашком се налази храм Српске православне цркве Ваведења Пресвете Богородице из 1755. године. Крст над олтаром подигнут је 7. јуна 1755. године, а затим је почело копање фундамента. Градња се одужила на непуних девет године, услед рата. Велику помоћ су током градње пружили монаси манастира Гомирја, на челу са игуманом Теофилом Алексићем. Храм је осветио епископ Данило II Јакшић 30. августа 1763. године.
У Плашком је радила двогодишња православна Богословија од 1824. године, а основао ју је по угледу на Карловачку - тада архимандрит Лукијан Мушицки. Богослови су имали обезбеђено бесплатно школовање, са станом и храном. Међутим, када је 1828. године рукоположен за епископа, Мушицки је убрзо 1830. године пренео ту богословску школу у Карловац. Да не би потпуно стао рад просветно-богословски у Плашком, ту је 1831. године започела рад Припремна богословска школа. На тој школи која је спремала питомце за карловачку Богословију, су 1870. године предавали професори: Герман Јовановић и Никола Милић.
Године 1870. у Плашком су капелани били, поп Радивој Живковић, поп Игњатије Малобабић и поп Светозар Врачаревић. Трговином су се тада бавили у месту Јован Трбојевић, Петар Кокотовић, Атанасије Ристовић и Никола Ишпировић.

## Становништво
На попису становништва 2011. године, општина Плашки је имала 2.090 становника, од чега у самом Плашком 1.281.

### Општина Плашки
У вријеме пописа становништва 1953. и 1961, Плашки је имао статус самосталне општине. За вријеме пописа становништва 1971, 1981. и 1991, Плашки се налазио у саставу општине Огулин.

#### Попис 2021.
| Попис 2021.‍   | Попис 2021.‍ | Попис 2021.‍ | Попис 2021.‍ | Попис 2021.‍ |
| ------------- | ----------- | ----------- | ----------- | ----------- |
|               |             |             |             |             |
| Хрвати        | Хрвати      |             | 921         | 55,82%      |
| Срби          | Срби        |             | 656         | 39,76%      |
| остали        | остали      |             | 73          | 4,42%       |
| укупно: 1.650 |             |             |             |             |

#### Попис 2011.
| Попис 2011.‍   | Попис 2011.‍ | Попис 2011.‍ | Попис 2011.‍ | Попис 2011.‍ |
| ------------- | ----------- | ----------- | ----------- | ----------- |
|               |             |             |             |             |
| Хрвати        | Хрвати      |             | 1.074       | 51,39%      |
| Срби          | Срби        |             | 952         | 45,55%      |
| остали        | остали      |             | 64          | 3,06%       |
| укупно: 2.090 |             |             |             |             |

#### Број становника по пописима
| Националност   | 2001. | 1991. | 1981. | 1971. | 1961. | 1953. | 1948. | 1931. | 1921. | 1910. | 1900. | 1890. | 1880. | 1869. | 1857. |
| бр. становника | 2.292 | 4.317 | 4.590 | 5.137 | 5.045 | 5.283 | 5.116 | 6.550 | 5.799 | 5.790 | 6.010 | 5.584 | 5.362 | 5.406 | 5.189 |

- напомене:

Настала из старе општине Огулин. Од 1857. до 1880. те у 1948. садржи део података општине Раковица.
| Националност       | 1961. | 1953. |
| Срби               | 6.297 | 5.140 |
| Хрвати             | 1.921 | 113   |
| Југословени        | 33    | 23    |
| Словенци           | 9     | 9     |
| Мађари             | 4     | 1     |
| Нијемци            |       | 3     |
| Албанци            | 3     |       |
| Црногорци          | 1     |       |
| Македонци          |       | 1     |
| Муслимани          | 1     |       |
| остали и непознато | 22    |       |
| остали Словени     |       | 2     |
| остали несловени   |       | 4     |
| Укупно             | 8.291 | 5.296 |

### Плашки (насељено место)

#### Број становника по пописима
| Националност   | 2001. | 1991. | 1981. | 1971. | 1961. | 1953. | 1948. | 1931. | 1921. | 1910. | 1900. | 1890. | 1880. | 1869. | 1857. |
| бр. становника | 1.469 | 2.271 | 2.262 | 2.222 | 1.808 | 1.667 | 1.437 | 1.868 | 1.678 | 1.461 | 1.549 | 1.397 | 1.322 | 1.406 | 1.590 |

#### Национални састав
| Националност       | 2001.        | 1991.          | 1981.          | 1971.          | 1961.          |
| Хрвати             | 807 (54,93%) | 64 (2,81%)     | 76 (3,35%)     | 147 (6,61%)    | 118 (6,52%)    |
| Срби               | 587 (39,95%) | 2.074 (91,32%) | 1.961 (86,69%) | 1.948 (87,66%) | 1.639 (90,65%) |
| Југословени        | —            | 67 (2,95%)     | 206 (9,10%)    | 59 (2,65%)     | 29 (1,60%)     |
| остали и непознато | 75 (5,10%)   | 66 (2,90%)     | 19 (0,83%)     | 68 (3,06%)     | 22 (1,21%)     |
| Укупно             | 1.469        | 2.271          | 2.262          | 2.222          | 1.808          |

## Попис 1991.
На попису становништва 1991. године, насељено место Плашки је имало 2.271 становника, следећег националног састава:
| Попис 1991.‍   | Попис 1991.‍  | Попис 1991.‍ | Попис 1991.‍ | Попис 1991.‍ |
| ------------- | ------------ | ----------- | ----------- | ----------- |
|               |              |             |             |             |
| Срби          | Срби         |             | 2.074       | 91,32%      |
| Југословени   | Југословени  |             | 67          | 2,95%       |
| Хрвати        | Хрвати       |             | 64          | 2,81%       |
| Муслимани     | Муслимани    |             | 10          | 0,44%       |
| Албанци       | Албанци      |             | 6           | 0,26%       |
| Бугари        | Бугари       |             | 3           | 0,13%       |
| Македонци     | Македонци    |             | 2           | 0,08%       |
| Словенци      | Словенци     |             | 2           | 0,08%       |
| Црногорци     | Црногорци    |             | 1           | 0,04%       |
| Чеси          | Чеси         |             | 1           | 0,04%       |
| неопредељени  | неопредељени |             | 27          | 1,18%       |
| непознато     | непознато    |             | 14          | 0,61%       |
| укупно: 2.271 |              |             |             |             |

## Познати Плашчани
- Омер-паша Латас (1806—1871), отомански паша
- Евгеније Летица (1858—1933), митрополит Српске православне цркве
- Теофан Косановић (1881—1941), игуман Српске православне цркве
- Богдан Косановић (1892—1964), хирург, професор Медицинског факултета у Београду и дописни члан у САНУ
- Бранко Латас (1920—1942), млади револуционар, учесник Народноослободилачког рата и жртва четничког пуча
- Душан Косановић-Мудрак (1918—1944), студент, организатор устанка у Плашчанској долини, учесник Народноослободилачког рата и официр НОВЈ
- Сава Косановић (1894—1956), српски политичар, дипломата и публициста
- Раде Шупица (1902—1942), народни херој
- Стево Докмановић (1925—2023), генерал-мајор Југословенске народне армије
- Вељко Докмановић (1925—1982), вицеадмирал, помоћник начелника Генералштаба Југословенске народне армије
- Јосип Котник (1923—1990), капетан бојног брода и професор Електро-електричног факултета у Загребу
- Марица Косановић (1858—1938), полиглота, публициста, сестра Николе Тесле и мајка Саве Косановића
- Гајо Буњевац (1900—1975), трговац, организатор устанка у Плашчанској долини, партизански командант и члан земаљског антифашистичког вјећа Хрватске.
- Гојко Везмар (1927—2007), просветни радник, историјски истраживач и директор Историјског архива Карловац.
- Бранко Латас-Вршка (1932—2014), политиколог, историчар, писац и пуковник Југославенске народне армије.
- Данило Латас (1900—1980), официр краљевине Југославије, командант партизанске школе, пуковник Народно-ослободилачке војске Југославије и Југославенске народне армије.
- Петер Кокотович (1890—1968), аустријски рвач
- Илија Буњевац (1931), писац
- Миле Латас Мићо, партизан и самоуки музичар
- Душан Косановић Лајтмановић (1949), пуковник-пилот Југословенске народне армије и војске Савезне републике Југославије.
- Стево Јанчић (1920—2012), доктор агрономских наука и универзитетски професор.
- Ђуро Јанчић (1934), сликар наиве

## Спорт
- НК Плашки